# Liste des monuments historiques de Koxhausen
La Liste des monuments historiques de Koxhausen contient deux monuments historiques à Koxhausen, une municipalité allemande située dans le Land de Rhénanie-Palatinat et l'arrondissement d'Eifel-Bitburg-Prüm.

## Liste
| Monument                                      | Adresse         | Coordonnées                      | Notice | Protection | Date | Illustration                                  |
| --------------------------------------------- | --------------- | -------------------------------- | ------ | ---------- | ---- | --------------------------------------------- |
| Bildstock, vers 1907                          | Burgstraße      | 49° 59′ 50″ nord, 6° 14′ 43″ est |        |            |      | Image manquante Téléverser                    |
| Église catholique St. Cosmas-St. Damian, 1836 | Seibertstraße 5 | 49° 59′ 41″ nord, 6° 14′ 44″ est |        |            |      | Église catholique St. Cosmas-St. Damian, 1836 |